# 張嚴 (明朝)
張嚴，山西聞喜人，明朝政治人物。舉人出身。
永樂六年，戊子科山西鄉試中舉，后任雄縣訓導。